# 1108 (عدد)
ألف ومئة وثمانية 1108 هو عدد صحيح، يلي العدد 1107 ويسبق العدد 1109.

## في الرياضيات

### خصائص
- عدد طبيعي.[3]
- عدد زوجي.[4][5]
- عدد موجب،[6] السالب منه هو - 1108.[7]

## في التاريخ
- 1108 هـ هي سنة في التقويم الهجري.
- هي سنة  1108 م في التقويم الميلادي.

## وصلات خارجية
الأعداد الصاتمة، ديوان اللغة العربية.